# 203高地
座標: 北緯38度49分43.10秒 東経121度11分36.30秒 / 北緯38.8286389度 東経121.1934167度
203高地（にひゃくさんこうち、にいまるさんこうち、ロシア語: Высо́кая Гора́、ヴィソーカヤ・ガラー）は、中国東北部の遼東半島南端に位置する旅順（現在の大連市旅順口区）にある丘陵。日露戦争の旅順攻囲戦では最大の激戦地となった。
地名はこの地の標高に由来する。乃木希典が詠んだ漢詩で「203」を「爾霊山」と置き換えて用いたことから、「爾霊山」と呼ばれたこともあり頂上の慰霊塔には乃木の書による「爾霊山」の文字が記されている｡

## 地理

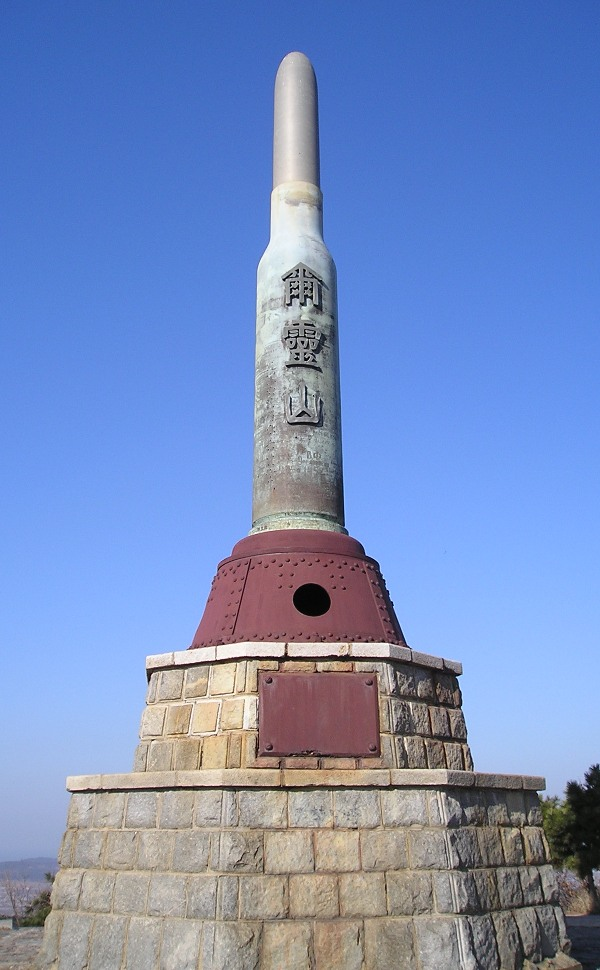
203高地の忠魂碑。当時日本軍が使用していた三十年式実包をかたどっている。文化大革命で先尖部分が破壊されたが、のちに復元された。

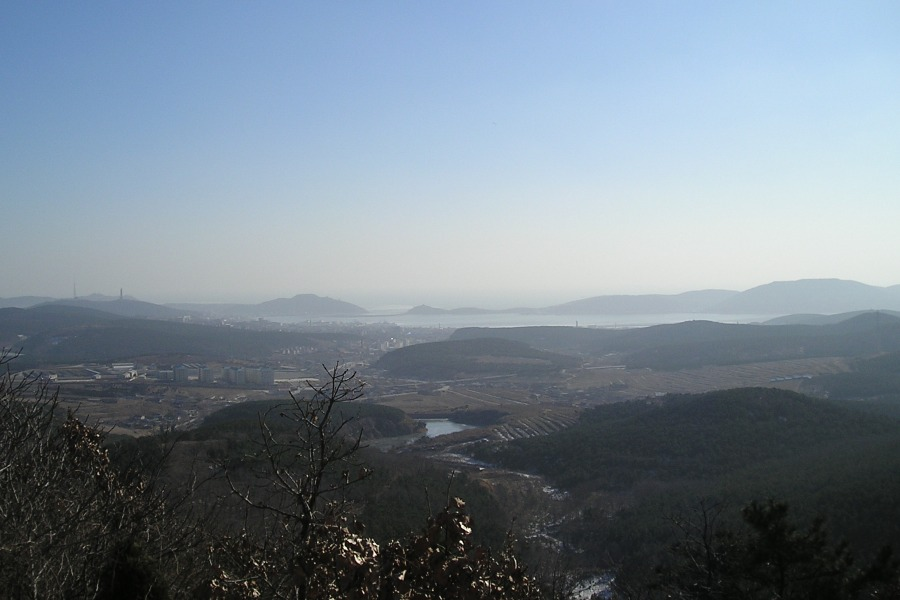
203高地から見た旅順港。直線距離で4km

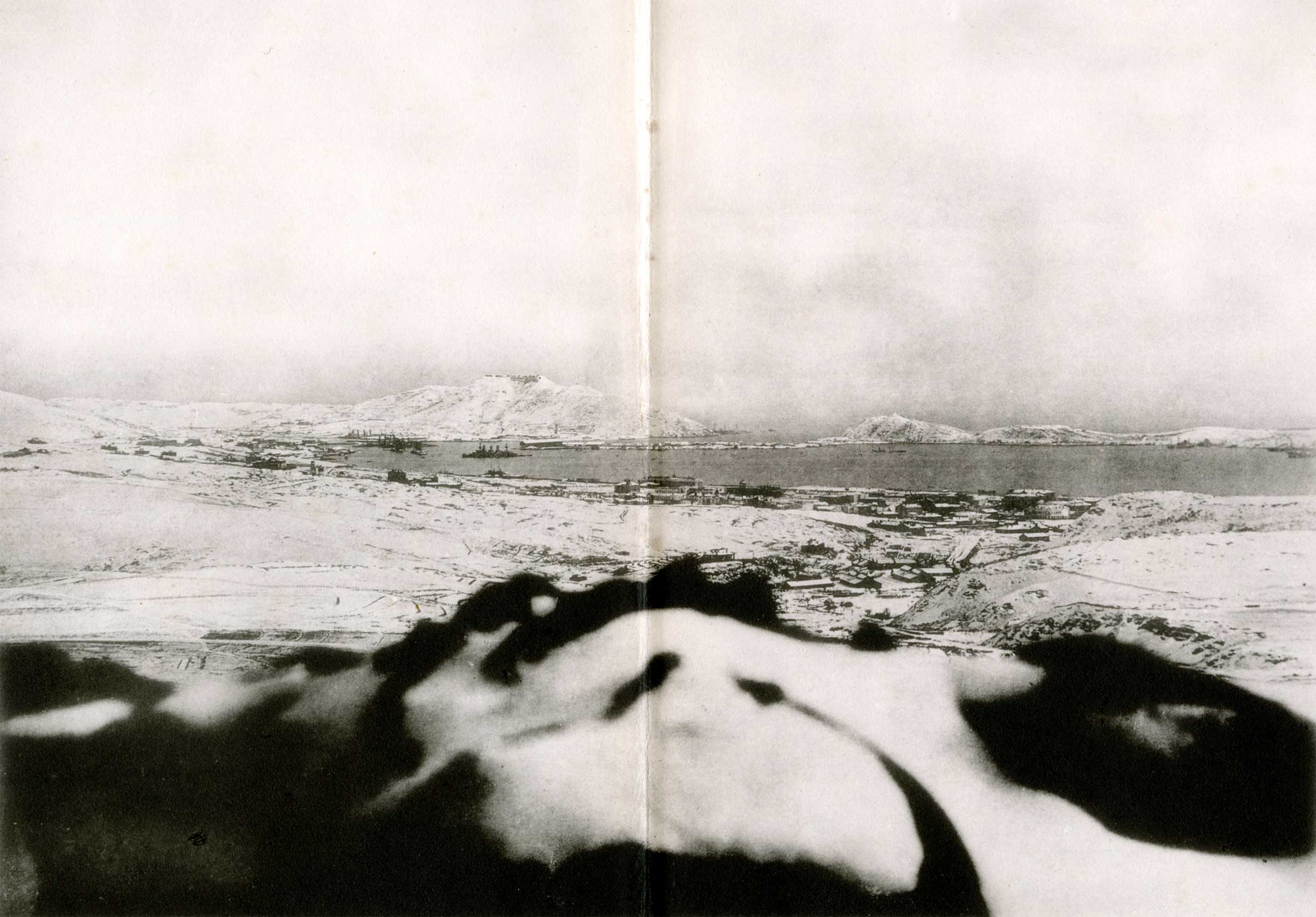
頂上から見る大破着底した旅順艦隊のいる旅順港

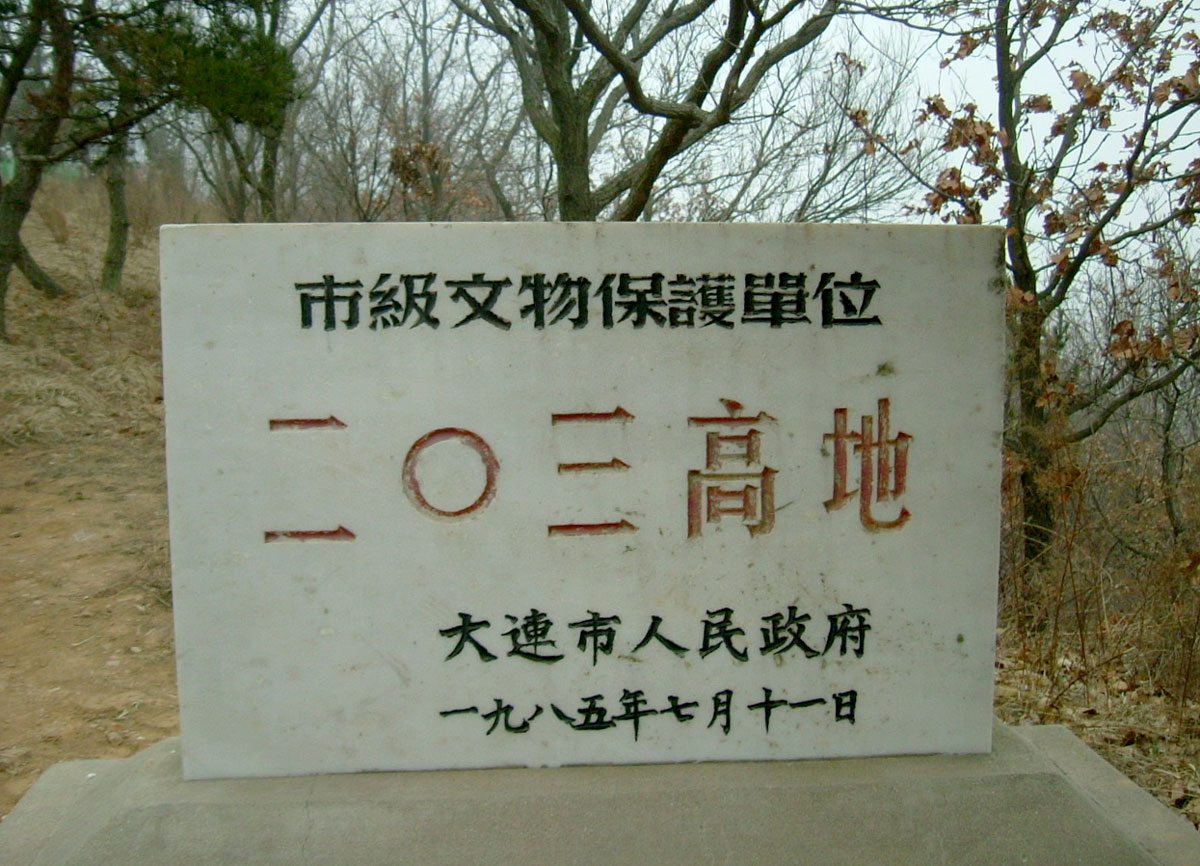
203高地の石碑

日露戦争の激戦地であり、1985年に市級文化財、1988年に省級文化財に昇格した。ただ、旅順は中華人民共和国成立後も1954年まではソ連軍が使用しており、その後は人民解放軍の北海艦隊基地となり外国人の立ち入りを禁じた「未開放区」となっていた。1996年7月に水師営や203高地などを含む一部地域が開放された。
2009年には203高地周辺が国家公園となり、サクラの植樹などが行われ観光客が多く訪れている。
203高地に隣接してロシア側が軍を引き上げた老虎溝山（赤坂山）がある。

## 日露戦争
日露戦争において要所となった旅順において、日本陸軍は第3軍を編成し旅順要塞および旅順艦隊を攻撃した。

### 経緯
旅順要塞の西方に位置する203高地は、
・ロシア側では、元々は旅順要塞防衛線の一翼を担うはずだったが、予算削減により防衛線が縮小された際にそこから外れ、前進陣地として運用された。
・日本側は当初は重要視せず、第三軍に用意された地図には前進陣地すら書いていなかった。陸軍は要塞自体の攻略を作戦目的としており、その形は旅順要塞が陥落するまで変わらなかった。陸軍はロシア軍主力との決戦に備え、後方の、しかも物資揚陸地点の大連の目と鼻の先にロシア軍が立て籠もっていることを懸念したからである。封鎖も検討されたが、封鎖するだけでも相当数の部隊を割かねばならず、降伏するまでの長期間、封鎖部隊は他方面に活用できなくなり、ロシア軍と比べて戦力の乏しい日本にその決断はできなかった。そのため大山巌、児玉源太郎らは要塞攻略を第一に考え、後に海軍から旅順艦隊の無力化を要請されても、要塞攻略を第一とする方針は変えなかった。
203高地は港湾部を一望できる観測点としては有意義な地点であったが、要塞攻略にはあまり重要ではなかった。さらに盤龍山保塁や東鶏冠山保塁などの後方にある「望台」の方が標高で勝り、港湾だけでなく要塞全体も一望できたので、第三軍は総攻撃前に最終的にはこの望台を占領すべく東北方面を主攻撃目標とする決断を下し、大山、児玉ら満州軍総司令部もこれを支持していた。これに対して長岡外史参謀次長など一部は、203高地よりもさらに西方の平坦な地域からの主攻撃を主張したが、補給面や部隊展開の不利などの理由から採用されなかった。海軍はこの時点では第三軍の方針に関して意見を述べた事実はなく、実際はこの時点で203高地に注目していた人物は誰もいなかった。
ロシア軍側も、203高地一帯は要塞主防御線から離れており攻撃側からすると移動に時間が掛かるだけでなく、その際は他の防御保塁からはまる見えで迎撃を被るという攻めるに不利な地点であったため、警戒陣地・前進陣地としての運用しか考えていなかった。陣地自体の規模は南山の戦い後より防御強化の工事がなされており、第三軍の包囲完了時点でかなり強固な陣地となっていたという、攻城砲兵司令部参謀の証言がある。

### 戦闘
第3軍は1904年（明治37年）11月23日午前11付で司令官の乃木希典の命令により、11月26日から第3回総攻撃を行っていた。しかし、犠牲が増す一方だったため翌11月27日午前10時付で攻撃は中止され、攻撃重点を203高地に変更した。
第3回総攻撃開始時には陸軍、海軍、大本営で目標が絞られていない状況にあった。海軍の連合艦隊参謀の秋山真之は203高地もしくは鶏冠山方面の旅順港内を見渡せる地点を占領することが重要と考えており、東郷平八郎の命を受けて岩村団次郎中佐と伊集院俊大尉が第3軍に赴いてその旨を伝えた。この経緯は両名の『旅順攻囲軍参加日誌』(pp.49-52）に記された「秋山聨合艦隊参謀書信要旨」に示されている。一方、大本営は11月4日の御前会議で203 高地を主攻撃目標とする方針を決めていた。
11月26日の攻撃が開始早々に中止となったことで、203高地を目標とすることで一致が図られた。そして11月27日付第3軍命令で203高地に対する砲撃を開始し、堡塁に対する破壊射撃が命じられた。なお、203高地での戦闘はこれが最初ではなく、日本軍が最初に戦闘を行ったのは同年9月19日とされる。
日露両軍は一進一退の戦闘となり、11月30日には第7師団が南西部と東北部の堡塁を占領したが、南西部の堡塁は即時に奪還された。その後、第7師団の突撃攻撃により12月5日に203高地は陥落した。そして、12月18日には第11師団が東鶏冠山、第9師団が二龍山、12月31日には第1師団が松樹山を占領した。
そして翌1905年1月1日にロシア軍旅順要塞司令官ステッセルから乃木に対して降伏（旅順開城）の申出があり、翌日には水師営で両軍の全権委員により「開城規約」が調印されて戦闘は停止した。なお、小説『坂の上の雲』（司馬遼太郎）では児玉源太郎が203高地を主目標に変更させたと記されたが、直接の資料は存在せず、実際目標を変更させたのは乃木である。
第3次総攻撃では乃木希典の次男・保典も戦死し、乃木は自作の漢詩で203高地を二〇三（に・れい・さん）の当て字で爾霊山（にれいさん、汝の霊をまつる山）と詠んだ。渤海側斜面の乃木保典が戦死した地には石碑がある。

## 桜花園
現在「203高地」を含む地帯は旅順国家級森林公園になっていて、麓に2006年桜花園が開園して（50万平方メートル余り）、日本から贈られた桜が18種類、3,700株余り植えられていて、４月下旬に満開になる。

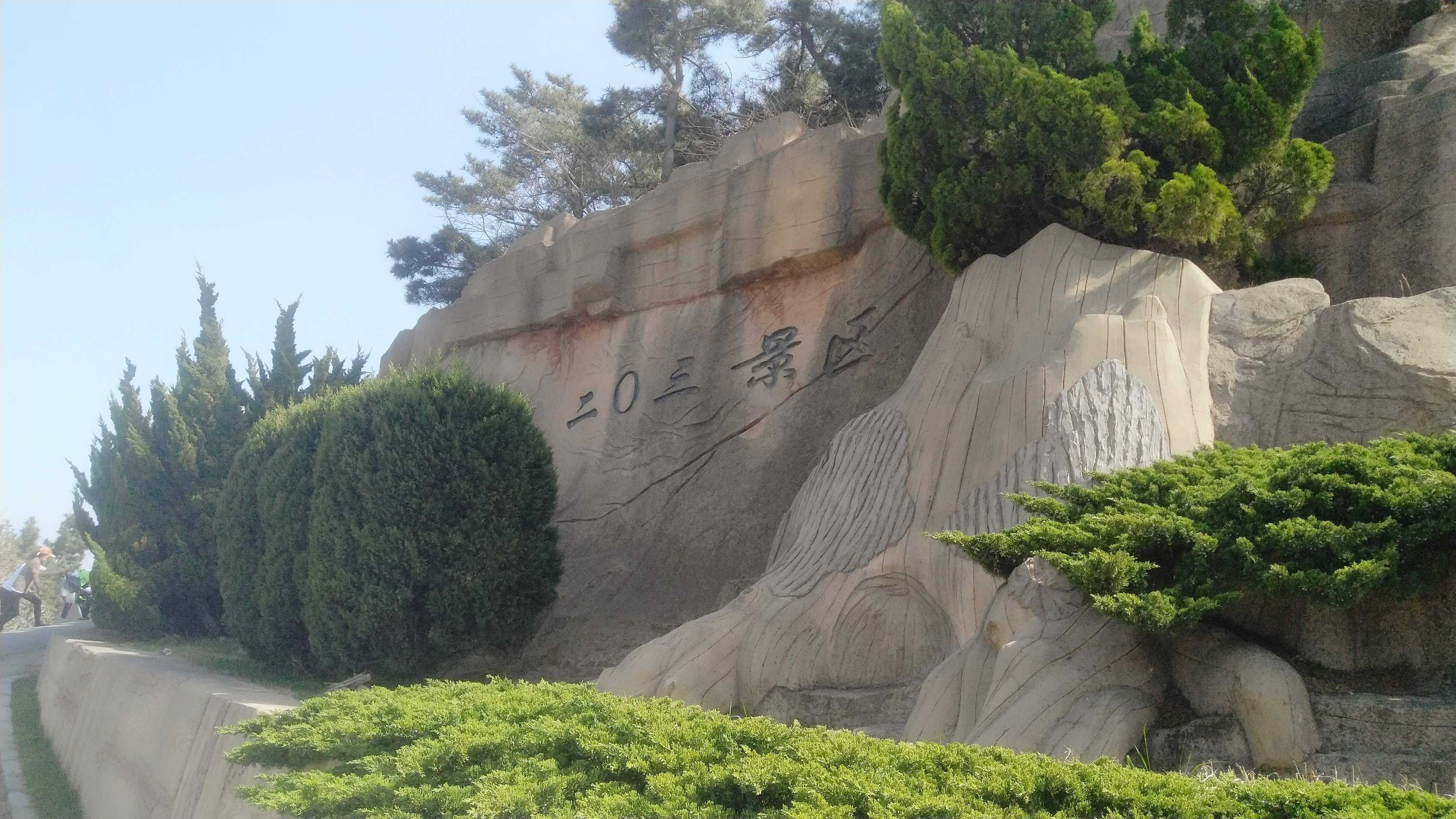
最近の203高地（2022年）
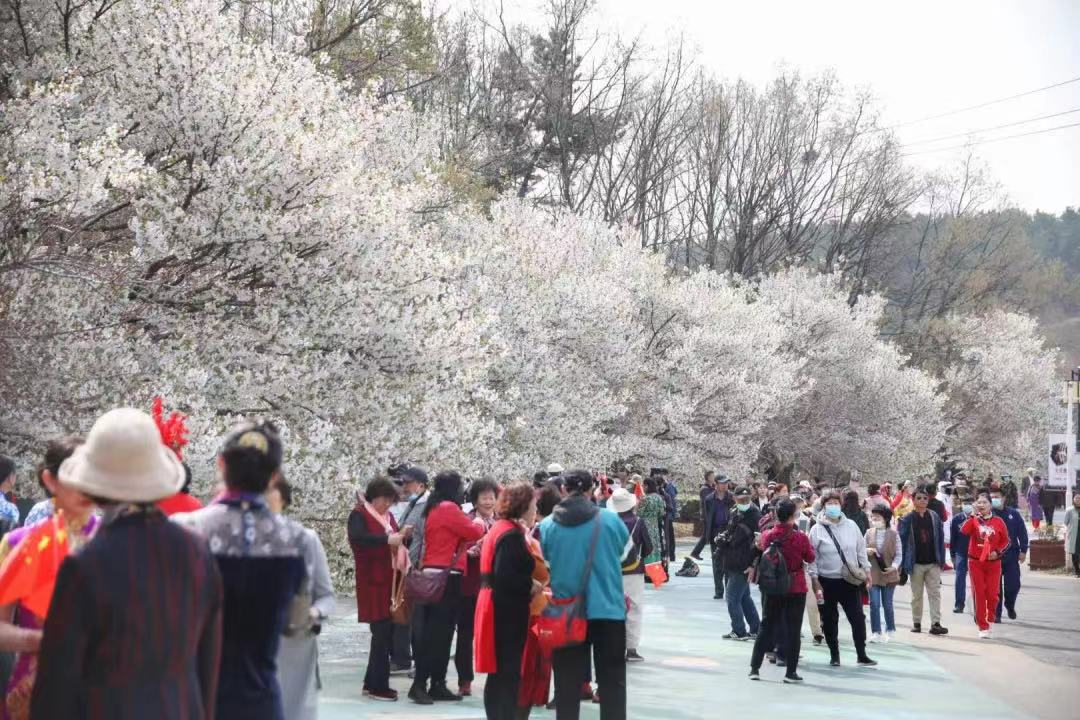
人出でにぎわう203高地桜花園
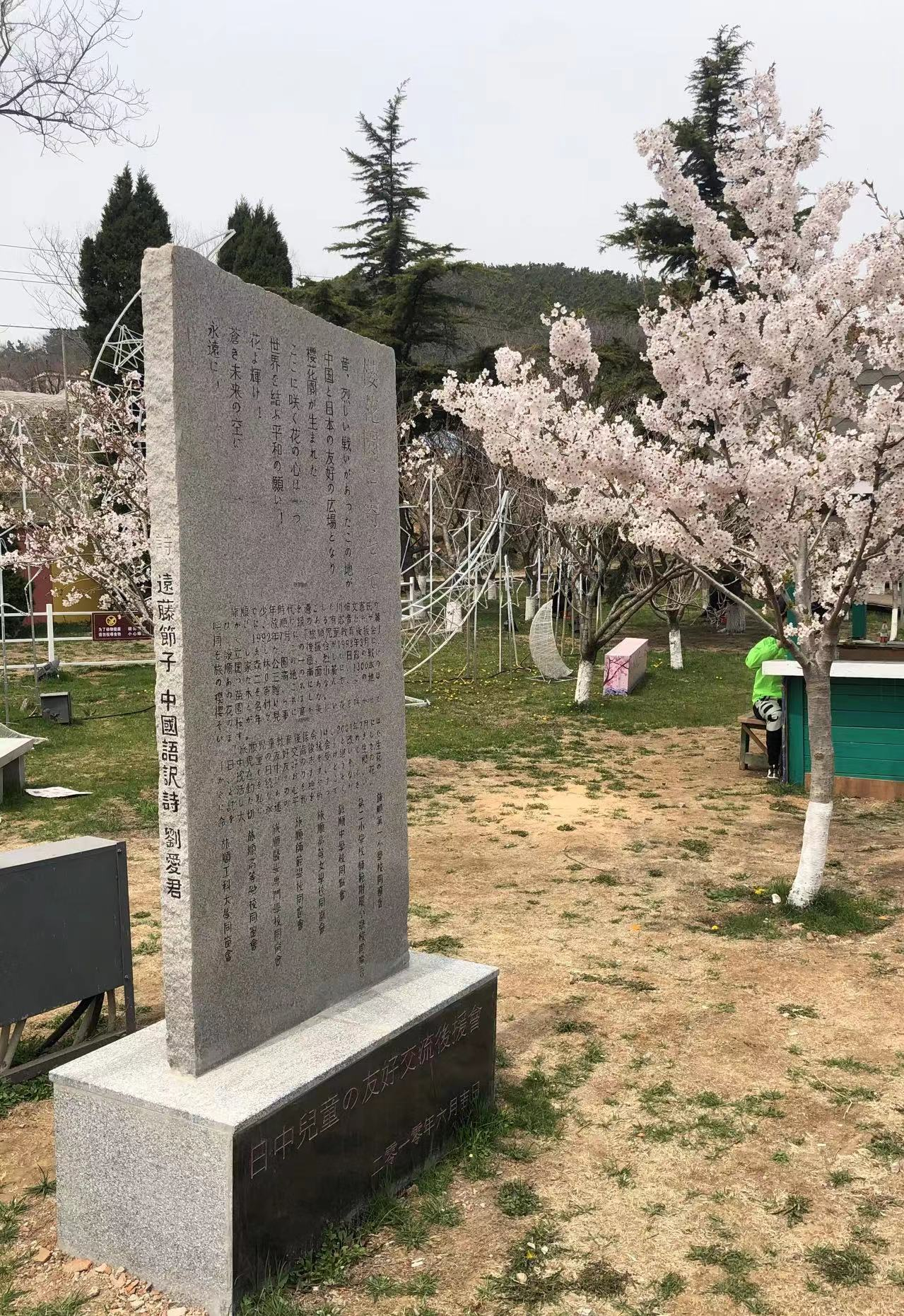
203高地桜花園は「日中児童の友好交流後援会」で始まった
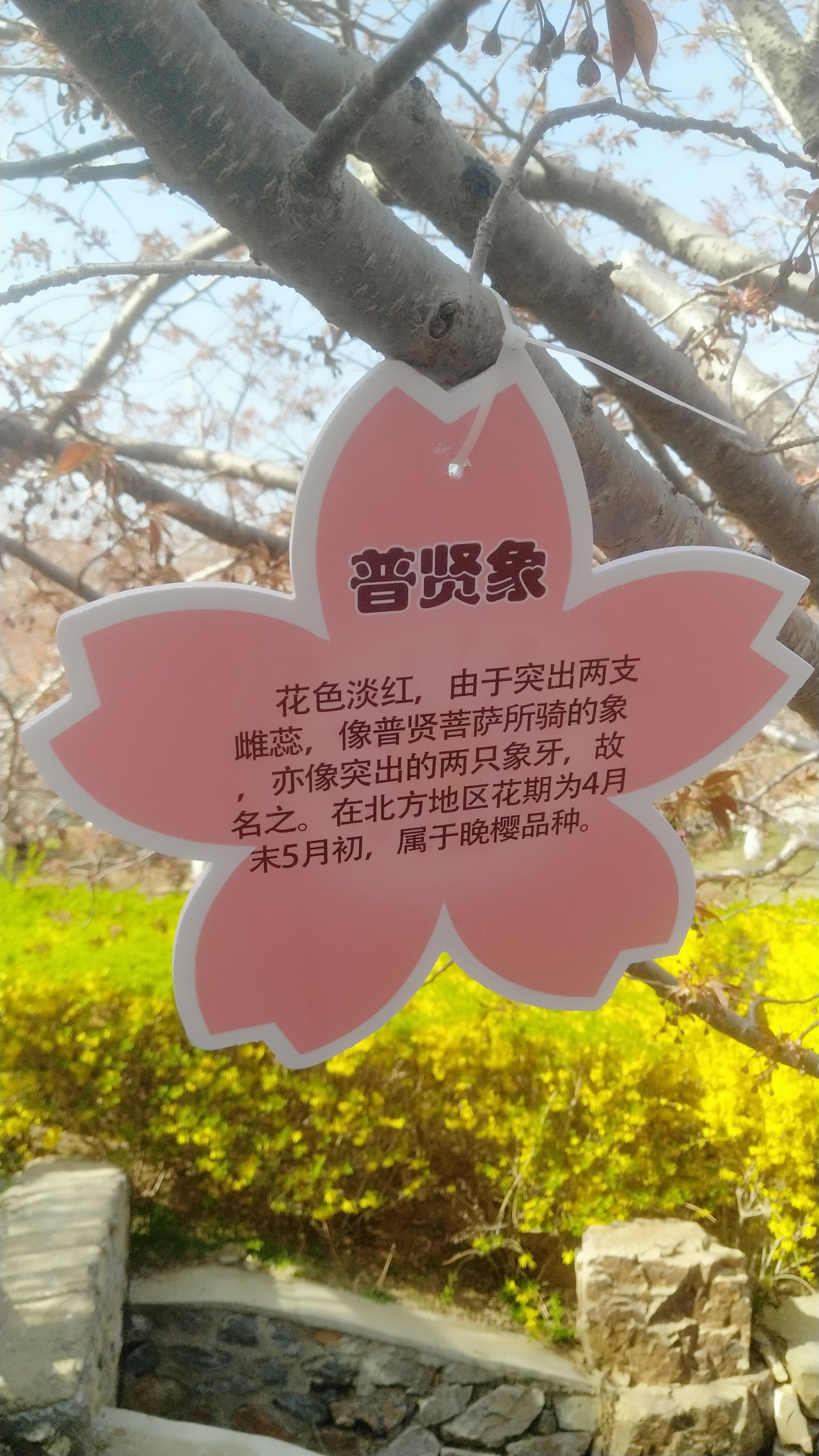
桜花園には普賢象桜も
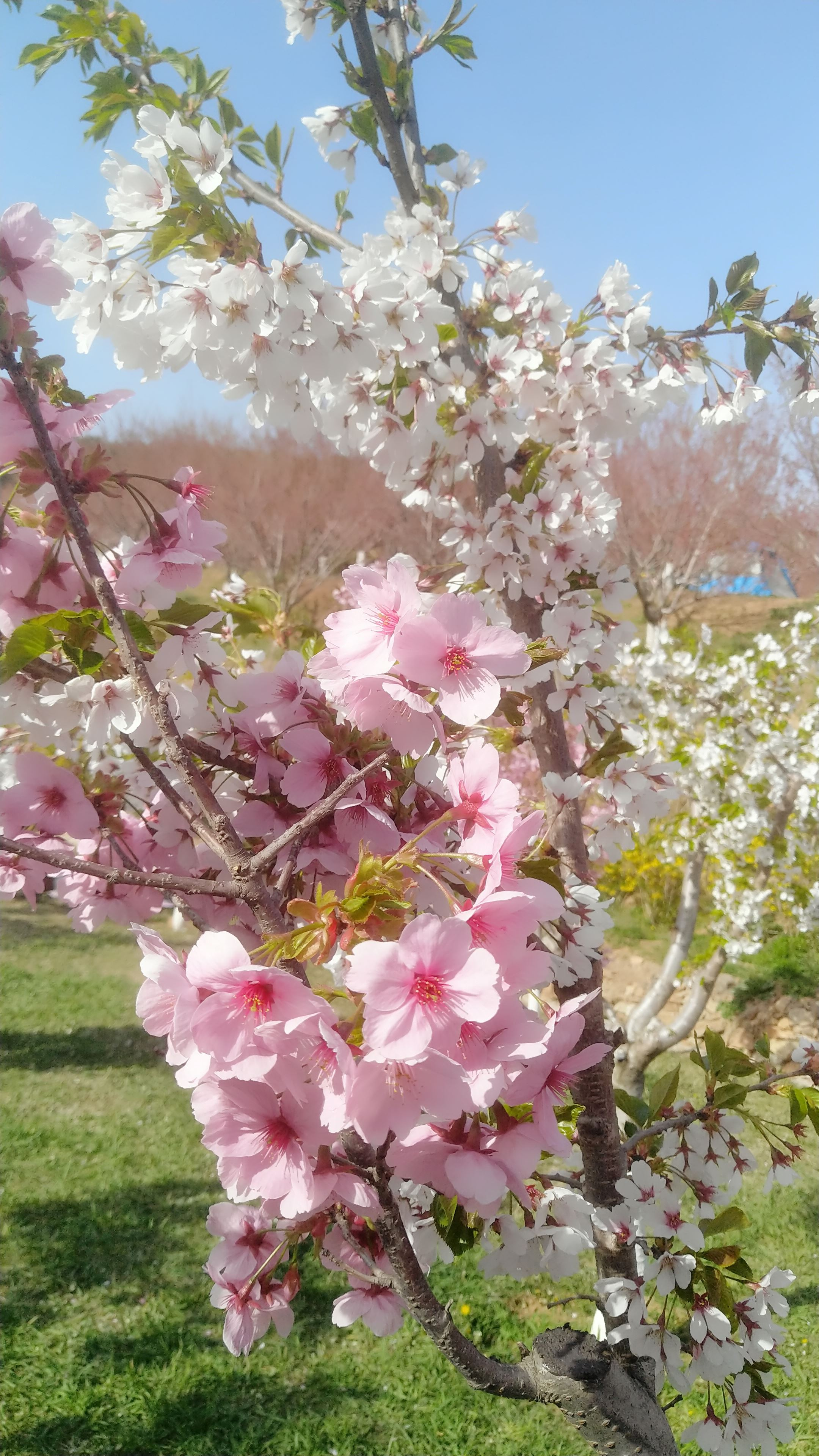
203高地の桜花園で

## 203高地にまつわる文化

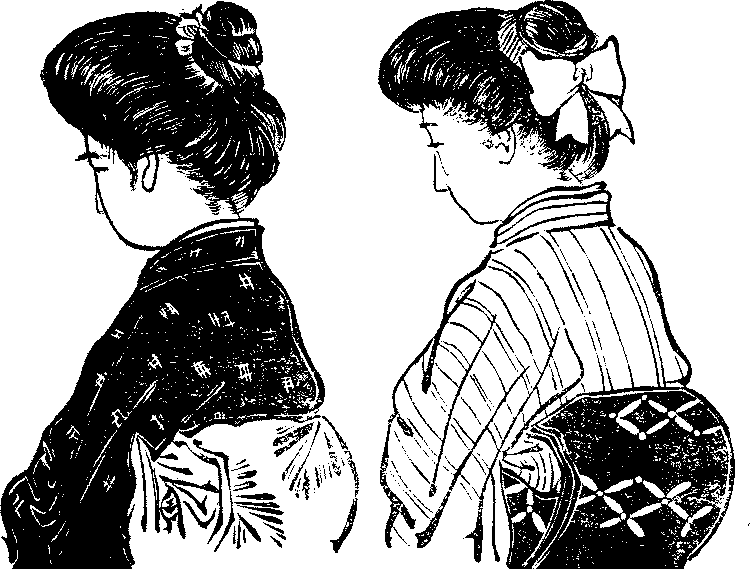
二百三高地髷

### 二百三高地髷
日露戦争後に日本で流行した、前髪を張り出し、頭頂部に束ねた髪を高くまとめるような女性の髪型を「二百三高地髷（にひゃくさんこうちまげ）」という。当時普及し始めていた洋装に合う髪型として生み出された。

### 漢詩「爾霊山」
乃木希典が203高地での戦いについて書いた「爾霊山」がよく知られている。

### 映画『二百三高地』
1980年、日露戦争の旅順攻囲戦における203高地での日露両軍の攻防戦を描いた『二百三高地（にひゃくさんこうち）』という東映製作の日本映画が公開された。1981年にはテレビドラマ化もされている。

### 爾霊山高地の石塊・棗萩松碑
湘南遊歩道路（現・国道134号）開通時（1935年1月1日）、神奈川県鎌倉郡片瀬町（現・藤沢市片瀬海岸一丁目）の現在の江ノ電駐車場の所に建てられた乃木の銅像の傍らに横須賀鎮守府が寄贈したもの。戦後、銅像が取り壊されたときに江の島島内の児玉神社境内に移設された。